# Richard Herbst (Stadtdirektor)
Hermann Richard Herbst (* 6. November 1888 in Leipzig; † 12. November 1929 in Erfurt) war Stadtdirektor in Erfurt und ein Pionier des Stadtmarketings und Städtetourismus. Er war seit 1920 mit seiner Frau Erna, geb. Barthel verheiratet.

## Leben

### Jugend und Studium
Herbst wuchs in seiner Heimatstadt Leipzig auf und besuchte nach der Bürgerschule die dortige Petrischule, ein Realgymnasium, welches er Ostern 1909 verließ. An der Universität Leipzig hörte er zunächst Vorlesungen in Nationalökonomie und Statistik, während er das Realgymnasium Borna besuchte, welches er Ostern 1910 mit dem Reifezeugnis abschloss. Zusätzlich immatrikulierte er sich für Jura, studierte im Sommersemester 1911 in Heidelberg und kehrte danach an die Universität Leipzig zurück. 1914 schloss er sein Studium mit der Promotion zum Thema "Die Methoden der deutschen Arbeitslosenstatistik" ab.

### Beruflicher Werdegang
Dr. Herbst begann seine berufliche Laufbahn 1914 beim Amt für Statistik in Halle. Der ihm aus seiner Leipziger Zeit bekannte neue Erfurter Oberbürgermeister Bruno Mann holte ihn 1919 als Stadtdirektor nach Erfurt, wo er ab 1. Oktober 1919 Leiter des Nachrichtenamtes Erfurt (heute Amt für Presse- und Öffentlichkeitsarbeit), ab 1923 zusätzlich Leiter des Verkehrsamtes Erfurt (heute Fremdenverkehr und Tourismus) wurde. Ebenso zuständig war er für Stadtentwicklung und Statistik. Er war dazu Geschäftsführer des "Wasserwirtschaftverbandes Gera-Unstrut", Drehbuchautor des ersten touristischen Werbefilmes "Thüringer Landesfilm" 1922, Autor zahlreicher Bücher, um für seine Heimat zu werben. Am bekanntesten ist "Thüringen – Das grüne Herz Deutschlands in Wort und Bild" (1926) als einer der ersten Farbbildbände. Richard Herbst war zwar nicht Erfinder, aber maßgeblich an der Verbreitung des Werbeslogans "Das grüne Herz Deutschlands", den er auf 200.000 Aufkleber drucken ließ, beteiligt. Er war Vorsitzender der deutschlandweiten "Arbeitsgemeinschaft der städtischen Nachrichtenämter" und im Vorstand des "Thüringer Verkehrsverbandes". Unter seiner Leitung und auf seine Anregung hin wurden in Erfurt ein Stadion und ein Flughafen errichtet. Er gilt als Pionier des Städtetourismus, unter seiner Ägide wurden aus ganz Deutschland Wochenend-Busfahrten nach Erfurt mit Übernachtung und Stadtführung organisiert. Nachrufe nach seinem plötzlichen Tod erschienen unter anderem in der "Mitteldeutschen Zeitung", der "Thüringer Allgemeinen Zeitung" und im "Amtblatt der Stadt Erfurt".

## Sängerschafter
Bereits zu Beginn seines Studiums schloss sich Richard Herbst der Sängerschaft St. Pauli Leipzig an und blieb vier Semester aktiv. In seinem Heidelberger Semester nahm er zusätzlich das Band der dortigen Sängerschaft Thuringia auf. Wegen Streitigkeiten über die Mensur innerhalb der Sängerschaften vor die Wahl gestellt, entschied sich Herbst 1911 das Band bei St. Pauli abzugeben.
Vom Kriegsdienst freigestellt, gab er für Thuringia zwischen 1914 und 1918 49 Kriegsausgaben der Thüringer-Zeitung heraus, in denen er Nachrichten der Bundesbrüder aus über 800 Feldpostbriefen zusammenfasste und an die im Felde stehenden 1600 Antworten und kleine Pakete schickte. Er trug damit maßgeblich zum Erhalt der noch jungen Sängerschaft über den Krieg hinaus bei.

## Veröffentlichungen
- Dr. Herbst, Richard: Thüringen, das grüne Herz Deutschlands in Wort und Bild, Verlag J. Moser, München 1926
- Herbst, Richard: Die städtischen Nachrichtenämter. Aufbau, Einrichtung, Arbeitsgang moderner kommunaler Pressetätigkeit. Verlag F. Vahlen, Berlin 1923